# Bouzoa (Taboada)
Bouzoa (llamada oficialmente San Xoán de Bouzoa) es una parroquia y una aldea española del municipio de Taboada, en la provincia de Lugo, Galicia.

## Organización territorial
La parroquia está formada por cinco entidades de población:

### Entidades de población
Entidades de población que forman parte de la parroquia:
- Balboa (Valboa)
- Bouzoa
- Sernande
- Susá

### Despoblado
Despoblado que forma parte de la parroquia:
- Maxal

## Demografía

### Parroquia
| Gráfica de evolución demográfica de Bouzoa (parroquia) entre 2000 y 2021 |
|                                                                          |
| Datos según el nomenclátor publicado por el INE.                         |

### Aldea
| Gráfica de evolución demográfica de Bouzoa (aldea) entre 2000 y 2021 |
|                                                                      |
| Datos según el nomenclátor publicado por el INE.                     |